# Carl Wilhelm von Bredow

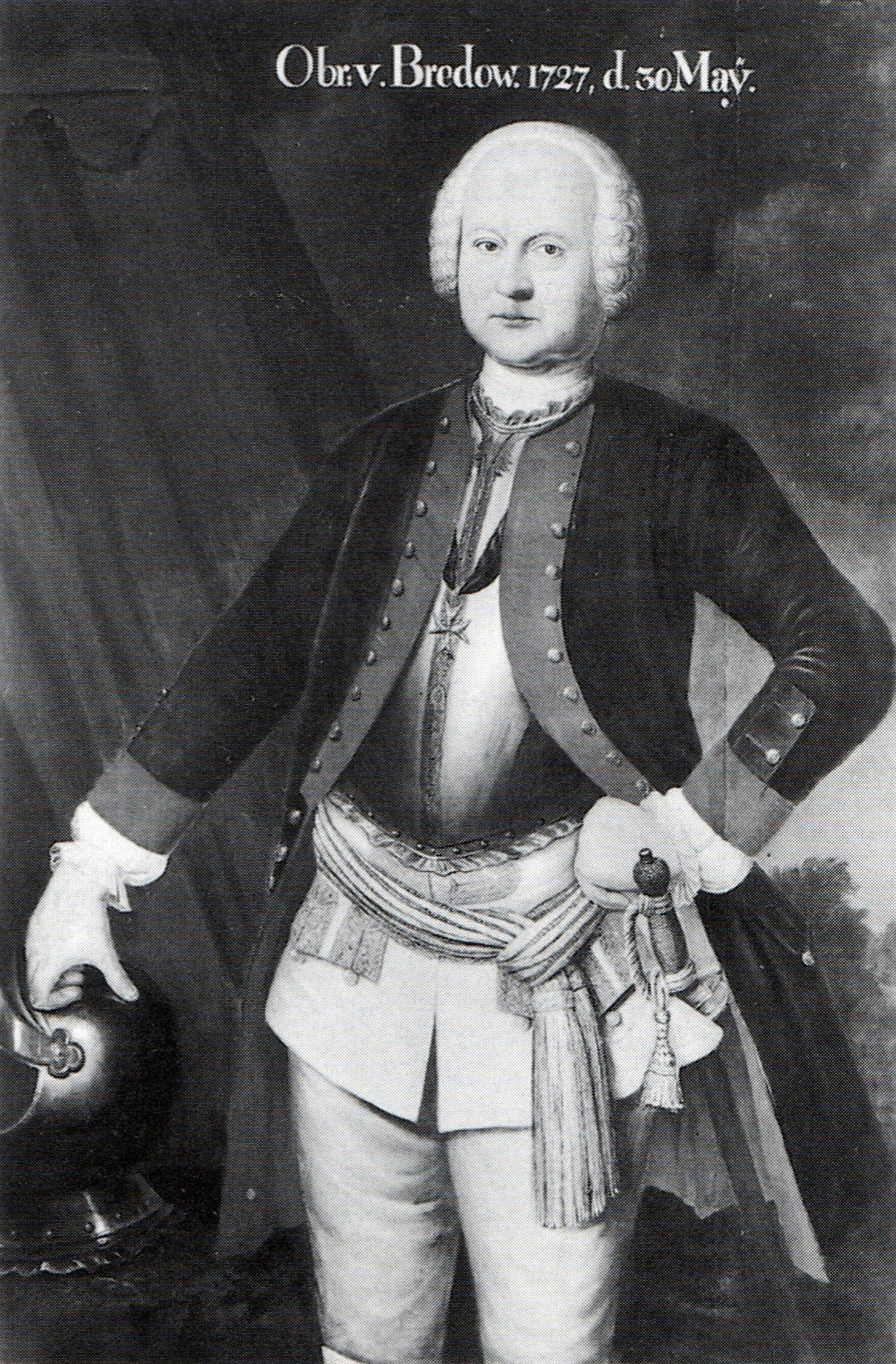
Carl Wilhelm von Bredow als Oberst, Ölgemälde von 1733.

Carl Wilhelm von Bredow (* 1682 in Neu Zauche; † 25. September 1761 in Cottbus) war ein preußischer Generalmajor und Chef des Garnisonsregiments Nr. 7. Er war Kommandant von Stettin, Ritter des Pour le Mérite sowie ab 1718 Erbherr auf Groß Lübbenau und dem markbrandenburgischen Anteil von Bischdorf.

## Leben

### Herkunft
Carl Wilhelm war Angehöriger des märkischen Adelsgeschlechts von Bredow. Seine Eltern waren Siegmund Gottfried von Bredow (1649–1721) und Barbara Christina von Pannewitz (* um 1653). Der General Friedrich Siegmund von Bredow (1683–1759) war sein Bruder.

### Militärkarriere
Bredow wurde in Neu Zauche in der Niederlausitz geboren. Seit 1699 diente er im Regiment „Jung-Dönhoff“, am 15. März 1713 wurde er dort Major. Der König versetzte ihn 1720 in das Regiment „Anhalt-Zerbst“. Am 13. Mai 1727 wurde Bredow zum Oberst befördert. 1737 bekam er das Infanterieregiment „von Botzheim“. Am 28. Juli 1740 wurde er zum Generalmajor ernannt. Friedrich II. gab ihm das Garnisonsregiment Nr. 7 und danach die Stelle des Kommandanten von Stettin, zudem bekam er den Orden Pour le Mérite. Bredow demittierte am 13. Februar 1746 mit Pension.
Er hat mit seinem Regiment die Feldzüge in Italien, am Rhein, in Pommern sowie in den Niederlanden mitgemacht.

### Familie
Er war seit 1741 in dritter Ehe mit Elisabeth Wilhelmine von Pannewitz (* 1711; † 9. Januar 1789) verheiratet. Auch diese Ehe blieb kinderlos.
Nach dem Tod ihres Mannes wohnte die Witwe weiter auf dem Schloss Groß-Lübbenau. Zusammen mit ihrem Bruder und vier Schwestern aus der Familie von Mühlen. Danach kam es aber zu Streitigkeiten mit ihrem Bruder, so dass sie am 21. Juni 1779 halb Bischdorf mit Groß-Lübbenau veräußern musste, Käufer war Graf Rochus Friedrich zu Lynar (1708–1781).